# Alpinia caerulea
Alpinia caerulea là một loài thực vật có hoa trong họ Gừng. Loài này được (R.Br.) Benth. mô tả khoa học đầu tiên năm 1873.

## Hình ảnh

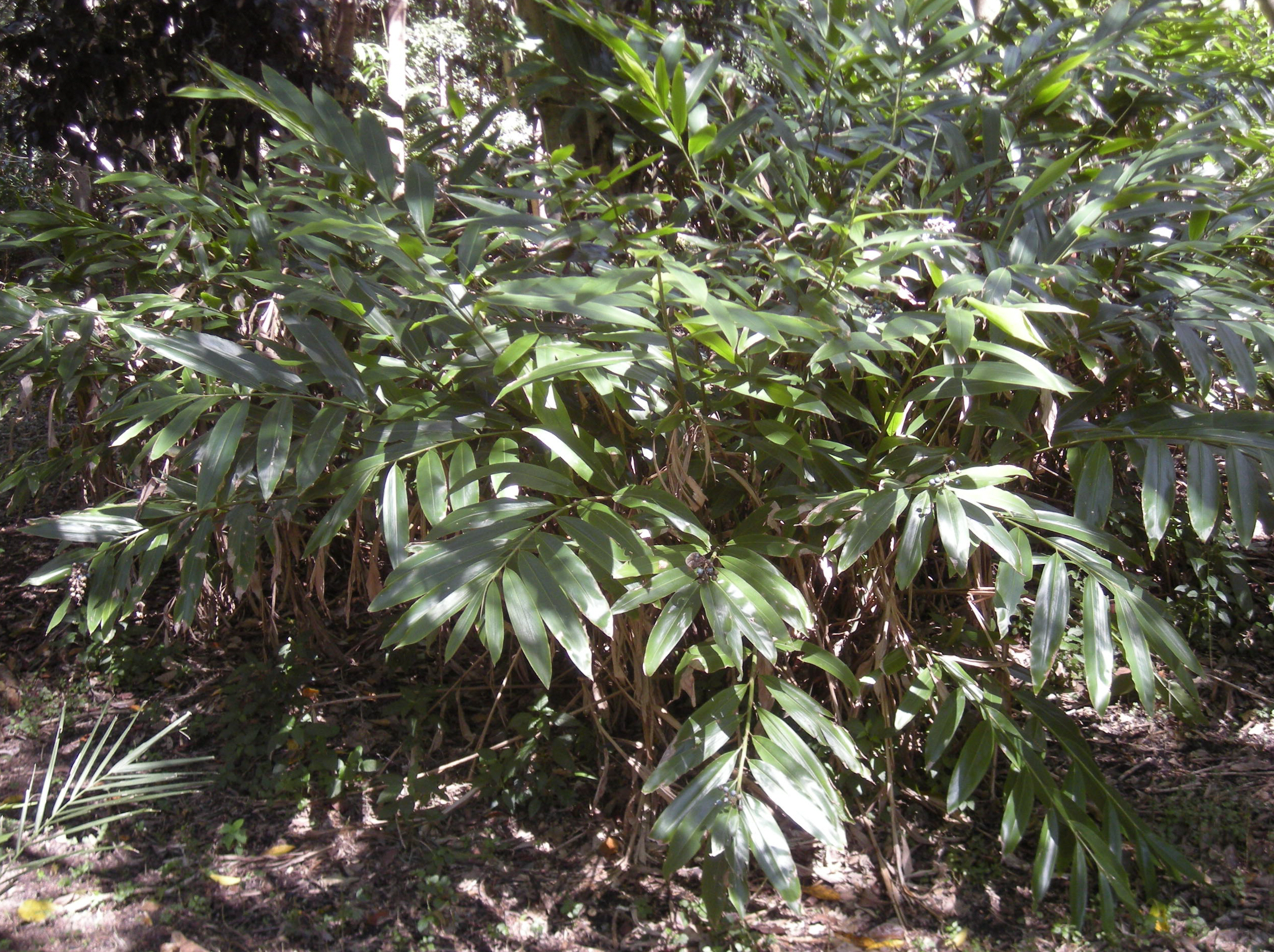